# Jakoeb Kolas
Jakoeb Kolas (ook Jakub Kołas) (Wit-Russisch: Яку́б Ко́лас), pseudoniem van Kanstantsin Michajlavitsj Mitskevitsj (Канстанці́н Міха́йлавіч Міцке́віч), (Stoebtsi, 22 oktober 1882 - Minsk, 13 augustus 1956), was een Wit-Russische schrijver en dichter. Hij werd in 1926 'Schrijver van het Volk' van de Wit-Russische Socialistische Sovjetrepubliek en was vanaf 1929 vicepresident van de Wit-Russische Wetenschapsacademie. 
Jakoeb Kolas stond bekend om zijn sympathie jegens het 'gewone boerenvolk'. Zijn pseudoniem 'Kolas' betekent 'de aar van het graan'. Hij schreef onder andere de dichtbundels Liederen der Gevangenschap (1908) en Liederen van Verdriet (1910), de losse gedichten Een nieuw Land (1923) en Simon de Musicus (1925), verhalen en toneelstukken. Zijn gedicht De Hut van de Visser (1947) gaat over de worsteling die volgde op het toetreden van Wit-Rusland tot de Sovjet-Unie. Zijn trilogie Op een Kruising (1954) beschrijft het leven van het boerenvolk en de intelligentsia in de tijd voor de revolutie.
In 1946 en 1949 won hij de Stalinprijs.
- Bibsys: 90156741
- Bibliothèque nationale de France: cb11955701c (data)
- CiNii: DA03957311
- Gemeinsame Normdatei: 118640216
- International Standard Name Identifier: 0000 0001 0892 6711
- Library of Congress Control Number: n81024777
- Nationale Bibliotheek van Letland: 000090738
- Nationale Bibliotheek van Tsjechië: jn20000603461
- Nationale bibliotheek van Australië: 35843547
- Nationale Bibliotheek van Israël: 987007301133705171
- Nederlandse Thesaurus van Auteursnamen: 07061668X
- Réseau des bibliothèques de Suisse occidentale: 02-A006022854
- Russische Staatsbibliotheek: 000024768
- LIBRIS: 67866
- Système universitaire de documentation: 02753779X
- Trove: 1112287
- Virtual International Authority File: 44307278
- WorldCat: E39PBJvxtF9hfVk6PJG4gfKTpP